# Divšići
Divšići (en italien : Divisici) est une localité de Croatie située en Istrie, dans la municipalité de Marčana, dans le comitat d'Istrie. En 2001, la localité comptait 187 habitants.

## Démographie
| 1948 | 1953 | 1961 | 1971 | 1981 | 1991 | 2001 |
| ---- | ---- | ---- | ---- | ---- | ---- | ---- |
| 328  | 279  | 266  | 206  | 180  | 178  | 187  |